# Wilhelm Herlinger
Wilhelm Herlinger (11. února 1873 Vítkovice – 1942 Treblinka [uváděno též úmrtí 16. března 1939 v Zábřehu]) byl československý politik židovského původu a německé národnosti, senátor za Komunistickou stranu Československa, pak za odštěpeneckou formaci Komunistická strana Československa (leninovci).

## Biografie
Profesí byl kovodělníkem ve Vítkovicích.
Profesí kovodělník, od roku 1919 člen německé sociální demokracie, přešel v roce 1921 do tzv. německého křídla KSČ. V parlamentních volbách v roce 1925 získal za KSČ senátorské křeslo v Národním shromáždění. V roce 1929 byl v souvislosti s nástupem skupiny mladých, radikálních komunistů (takzvaní Karlínští kluci), kteří do vedení KSČ doprovázeli Klementa Gottwalda, odstaven od moci a vyloučen z KSČ. V parlamentu se stal členem nového poslaneckého klubu nazvaného Komunistická strana Československa (leninovci). V senátu zasedal do roku 1929.
Některé prameny uvádějí, že byl i s manželkou zastřelen. Biographia Judaica Bohemiae uvádí, že zemřel 16. března 1939 v Zábřehu. Databáze terezínského ghetta ovšem uvádí, že dorazil do Terezína transportem Bh 18. září 1942. Z Terezína byl transportem Bw 19. října 1942 odvezen do vyhlazovacího tábora Treblinka, kde byl zavražděn plynem.